# Joe Salisbury
Joe Salisbury (Londen, 20 april 1992) is een tennisser uit het Verenigd Koninkrijk. Hij is prof sinds 2014. Hij heeft zestien toernooien in het dubbelspel, waaronder de Australian Open en de US Open op zijn naam staan.

## Palmares
| Legenda                       | Legenda               |
| ----------------------------- | --------------------- |
| Grand Slam                    |                       |
| Olympische Spelen             |                       |
| tot 2009                      | vanaf 2009            |
| Tennis Masters Cup            | ATP Finals            |
| ATP Masters Series            | ATP Tour Masters 1000 |
| ATP International Series Gold | ATP Tour 500          |
| ATP International Series      | ATP Tour 250          |

### Dubbelspel
| Nr.                                   | Datum             | Toernooi             | Ondergrond    | Partner          | Tegenstanders in finale                   | Score               |         |
| ------------------------------------- | ----------------- | -------------------- | ------------- | ---------------- | ----------------------------------------- | ------------------- | ------- |
| gewonnen finales mannendubbelspel     |                   |                      |               |                  |                                           |                     |         |
| 1.                                    | 30 september 2018 | ATP Shenzhen         | Hardcourt     | Ben McLachlan    | Robert Lindstedt Rajeev Ram               | 7-6(5), 7-6(4)      | details |
| 2.                                    | 28 oktober 2018   | ATP Wenen (1)        | Hardcourt (i) | Neal Skupski     | Mike Bryan Édouard Roger-Vasselin         | 7-6(5), 6-3         | details |
| 3.                                    | 2 maart 2019      | ATP Dubai            | Hardcourt     | Rajeev Ram       | Ben McLachlan Jan-Lennard Struff          | 7-6(4), 6-3         | details |
| 4.                                    | 27 oktober 2019   | ATP Wenen (2)        | Hardcourt (i) | Rajeev Ram       | Łukasz Kubot Marcelo Melo                 | 6-4, 6-7(5), [10-5] | details |
| 5.                                    | 2 februari 2020   | Australian Open      | Hardcourt     | Rajeev Ram       | Max Purcell Luke Saville                  | 6-4, 6-2            | details |
| 6.                                    | 15 augustus 2021  | ATP Montreal/Toronto | Hardcourt     | Rajeev Ram       | Nikola Mektić Mate Pavić                  | 6-3, 4-6, [10-3]    | details |
| 7.                                    | 10 september 2021 | US Open(1)           | Hardcourt     | Rajeev Ram       | Jamie Murray Bruno Soares                 | 3-6, 6-2, 6-2       | details |
| 8.                                    | 3 oktober 2021    | ATP San Diego        | Hardcourt     | Neal Skupski     | John Peers Filip Polášek                  | 7-6(2), 3-6, [10-5] | details |
| 9.                                    | 17 april 2021     | ATP Monte-Carlo      | Hardcourt     | Rajeev Ram       | Juan Sebastián Cabal Robert Farah         | 6–4, 3–6, [10–7]    | details |
| 10.                                   | 21 augustus 2022  | ATP Cincinnati       | Hardcourt     | Rajeev Ram       | Tim Pütz Michael Venus                    | 7–6(4), 7–6(5)      | details |
| 11.                                   | 9 september 2022  | US Open(2)           | Hardcourt     | Rajeev Ram       | Wesley Koolhof Neal Skupski               | 7–6(4), 7–5         | details |
| 12.                                   | 20 november 2022  | ATP Finals (1)       | Hardcourt (i) | Rajeev Ram       | Nikola Mektić Mate Pavić                  | 7-6(5), 6-4         | Details |
| 13.                                   | 27 mei 2023       | ATP Lyon             | Gravel        | Rajeev Ram       | Nicolas Mahut Matwe Middelkoop            | 6-0, 6-3            | Details |
| 14.                                   | 8 september 2023  | US Open (3)          | Hardcourt     | Rajeev Ram       | Rohan Bopanna Matthew Ebden               | 2-6, 6-3, 6-4       | details |
| 15.                                   | 29 oktober 2023   | ATP Wenen (2)        | Hardcourt (i) | Rajeev Ram       | Nathaniel Lammons Jackson Withrow         | 6-4, 5-7, [12-10]   | Details |
| 16.                                   | 20 november 2023  | ATP Finals (2)       | Hardcourt (i) | Rajeev Ram       | Marcel Granollers Horacio Zeballos        | 6-3, 6-4            | Details |
| verloren finales mannendubbelspel     |                   |                      |               |                  |                                           |                     |         |
| 1.                                    | 6 januari 2019    | ATP Brisbane         | Hardcourt     | Rajeev Ram       | Marcus Daniell Wesley Koolhof             | 4-6, 6-7(6)         | details |
| 2.                                    | 23 juni 2019      | ATP Londen           | Gras          | Rajeev Ram       | Feliciano López Andy Murray               | 6-7(6), 7-5, [5-10] | details |
| 3.                                    | 20 oktober 2019   | ATP Antwerpen        | Hardcourt (i) | Rajeev Ram       | Kevin Krawietz Andreas Mies               | 6-7(1), 3-6         | details |
| 4.                                    | 21 februari 2021  | Australian Open      | Hardcourt     | Rajeev Ram       | Ivan Dodig Filip Polášek                  | 3-6, 4-6            | details |
| 5.                                    | 16 mei 2021       | ATP Rome             | Gravel        | Rajeev Ram       | Nikola Mektić Mate Pavić                  | 4-6, 6-7(4)         | details |
| 6.                                    | 26 juni 2021      | ATP Eastbourne       | Gras          | Rajeev Ram       | Nikola Mektić Mate Pavić                  | 4-6, 3-6            | details |
| 7.                                    | 31 oktober 2021   | ATP Wenen            | Hardcourt (i) | Rajeev Ram       | Juan Sebastián Cabal Robert Farah Maksoud | 4-6, 2-6            | details |
| 8.                                    | 21 november 2021  | ATP Finals           | Hardcourt (i) | Rajeev Ram       | Pierre-Hugues Herbert Nicolas Mahut       | 4-6, 6-7(0)         | details |
| 9.                                    | 16 mei 2021       | ATP Montreal/Toronto | Gravel        | Rajeev Ram       | Marcelo Arevalo Jean-Julien Rojer         | 3-6, 1-6            | Details |
| gewonnen challengers mannendubbelspel |                   |                      |               |                  |                                           |                     |         |
| 1.                                    | 21 november 2015  | Champaign            | Hardcourt (i) | David O'Hare     | Austin Krajicek Nicholas Monroe           | 6-1, 6-4            |         |
| 2.                                    | 27 november 2016  | Columbus             | Hardcourt (i) | David O'Hare     | Luke Bambridge Cameron Norrie             | 6-3, 6-4            |         |
| 3.                                    | 4 februari 2017   | Dallas               | Hardcourt (i) | David O'Hare     | Jeevan Nedunchezhiyan Christopher Rungkat | 6-7(6), 6-3, [11-9] |         |
| 4.                                    | 30 juli 2017      | Granby               | Hardcourt     | Jackson Withrow  | Marcel Felder Go Soeda                    | 4-6, 6-3, [10-6]    |         |
| 5.                                    | 8 oktober 2017    | Stockton             | Hardcourt     | Brydan Klein     | Denis Kudla Miķelis Lībietis              | 6-2, 6-4            |         |
| 6.                                    | 22 oktober 2017   | Las Vegas            | Hardcourt     | Brydan Klein     | Hans Hach Verdugo Dennis Novikov          | 6-3, 4-6, [10-3]    |         |
| 7.                                    | 14 januari 2018   | Bangkok              | Hardcourt     | James Cerretani  | Enrique López Pérez Pedro Martínez        | 6-7(5), 6-3, [10-8] |         |
| 8.                                    | 27 mei 2018       | Loughborough         | Hardcourt (i) | Frederik Nielsen | Luke Bambridge Jonny O'Mara               | 3-6, 6-3, [10-4]    |         |
| 9.                                    | 17 juni 2018      | Nottingham           | Gras          | Frederik Nielsen | Austin Krajicek Jeevan Nedunchezhiyan     | 7-6(5), 6-1         |         |

### Gemengd dubbelspel
| Nr.                                 | Datum             | Toernooi      | Ondergrond | Partner          | Tegenstanders in finale        | Score            |         |
| ----------------------------------- | ----------------- | ------------- | ---------- | ---------------- | ------------------------------ | ---------------- | ------- |
| gewonnen finales gemengd dubbelspel |                   |               |            |                  |                                |                  |         |
| 1.                                  | 10 juni 2021      | Roland Garros | Gravel     | Desirae Krawczyk | Jelena Vesnina Aslan Karatsev  | 2-6, 6-4, [10-5] | details |
| 2.                                  | 11 september 2021 | US Open       | Hardcourt  | Desirae Krawczyk | Giuliana Olmos Marcelo Arévalo | 7-5, 6-2         | details |
| verloren finales gemengd dubbelspel |                   |               |            |                  |                                |                  |         |
| 1.                                  | 11 juli 2021      | Wimbledon     | Gras       | Harriet Dart     | Desirae Krawczyk Neal Skupski  | 2-6, 6-7(1)      | details |

## Resultaten grandslamtoernooien
| Legenda | Legenda                          |
| ------- | -------------------------------- |
| g.t.    | geen toernooi gehouden           |
| l.c.    | lagere categorie                 |
| –       | niet deelgenomen                 |
| G       | uitgeschakeld in de groepsfase   |
| 1R      | uitgeschakeld in de eerste ronde |
| 2R      | uitgeschakeld in de tweede ronde |
| 3R      | uitgeschakeld in de derde ronde  |
| 4R      | uitgeschakeld in de vierde ronde |
| KF      | uitgeschakeld in de kwartfinale  |
| HF      | uitgeschakeld in de halve finale |
| F       | de finale verloren               |
| W       | het toernooi gewonnen            |
| w-v     | winst/verlies-balans             |

### Mannendubbelspel
| Grandslamtoernooien |      |      |      |      |      |      |      |   |
| Australian Open     | –    | –    | 3R   | W    | F    | HF   | 3R   |   |
| Roland Garros       | –    | –    | KF   | KF   | 2R   | KF   | 3R   |   |
| Wimbledon           | 1R   | HF   | 3R   | g.t. | HF   | HF   | 1R   |   |
| US Open             | –    | 1R   | 3R   | HF   | W    | W    | W    |   |
| ATP Finals          |      |      |      |      |      |      |      |   |
| ATP Finals          | –    | –    | G    | HF   | F    | W    | W    |   |
| ATP Masters 1000    |      |      |      |      |      |      |      |   |
| Indian Wells        | –    | –    | 1R   | g.t. | 2R   | HF   | 1R   |   |
| Miami               | –    | –    | 2R   | g.t. | HF   | KF   | 2R   |   |
| Monte Carlo         | –    | –    | 1R   | g.t. | 2R   | W    | 2R   |   |
| Madrid              | –    | –    | 1R   | g.t. | 1R   | 2R   | 1R   |   |
| Rome                | –    | –    | 1R   | 1R   | F    | 1R   | KF   |   |
| Montreal/Toronto    | –    | –    | HF   | g.t. | W    | 2R   | F    |   |
| Cincinnati          | –    | –    | 1R   | HF   | KF   | W    | 2R   |   |
| Shanghai            | –    | –    | KF   | g.t. | g.t. | g.t. | 2R   |   |
| Parijs              | –    | –    | KF   | –    | 2R   | KF   | HF   |   |
| Olympische Spelen   |      |      |      |      |      |      |      |   |
| Olympische Spelen   | g.t. | g.t. | g.t. | g.t. | KF   | g.t. | g.t. |   |
| statistieken        |      |      |      |      |      |      |      |   |
| titels per jaar     | 0    | 2    | 2    | 1    | 3    | 4    | 4    | 0 |
| eindejaarsranking   | 107  | 30   | 22   | 12   | 3    | 4    | 7    |   |

### Gemengddubbelspel
| Grandslamtoernooien |      |      |      |      |    |      |      |  |
| Australian Open     | –    | –    | –    | 1R   | HF | 1R   | –    |  |
| Roland Garros       | –    | –    | –    | g.t. | W  | –    | 1R   |  |
| Wimbledon           | 1R   | 1R   | 1R   | g.t. | F  | –    | 2R   |  |
| US Open             | –    | –    | 2R   | g.t. | W  | –    | 1R   |  |
| Olympische Spelen   |      |      |      |      |    |      |      |  |
| Olympische Spelen   | g.t. | g.t. | g.t. | g.t. | –  | g.t. | g.t. |  |